# FIVB World Cup 2007 (damer)
FIVB World Cup 2007 i volleyboll spelades 2 till 16 november 2007 i Tokyo, Hamamatsu, Osaka, Sendai, Sapporo, Kumamoto, Nagoya och Aichi, Japan. Det var den 10:e upplagan av turneringen och 12 landslag deltog. Italien vann tävlingen för första gången i rad. Tillsammans med tvåan Brasilien och trean USA kvalificerade de sig därigenom för OS 2008. Simona Gioli, Italien, utsågs till mest värdefulla spelare.

## Deltagande lag[2]
| Lag                     | Turnering                             | Deltog senast |
| ----------------------- | ------------------------------------- | ------------- |
| Brasilien               | 1:a sydamerikanska mästerskapet 2007  | Japan 2003    |
| Sydkorea                | 4:a asiatiska mästerskapet 2007       | Japan 2003    |
| Kuba                    | 1:a nordamerikanska mästerskapet 2007 | Japan 2003    |
| Japan                   | Värdland                              | Japan 2003    |
| Kenya                   | 1:a afrikanska mästerskapet 2007      | Japan 1995    |
| Italien                 | 1:a EM 2007                           | Japan 2003    |
| Peru                    | 2:a sydamerikanska mästerskapet 2007  | Japan 1999    |
| Polen                   | Wild-card                             | Japan 2003    |
| Dominikanska republiken | Wild-card                             | Japan 2003    |
| Serbien                 | 2:a EM 2007                           | Debut         |
| USA                     | 2:a nordamerikanska mästerskapet 2007 | Japan 2003    |
| Thailand                | 3:a asiatiska mästerskapet 2007       | Debut         |

## Resultat

### Första omgången[3]
| Grupp A | Grupp B                                                                               |
| --- | ------------------------------------------------------------------------------------- |
| Spelplats: Tokyo Metropolitan Gymnasium, Tokyo Sydkorea · Japan · Italien · Dominikanska republiken · Serbien · Thailand · | Spelplats: Hamamatsu Arena, Hamamatsu Brasilien · Kuba · Kenya · Peru · Polen · USA · |

#### Grupp A
| Datum    | Mellan                             | Resultat | Set   | Set   | Set   | Set   | Set   | Poäng totalt | Speltid | Åskådare |
| Datum    | Mellan                             | Resultat | 1     | 2     | 3     | 4     | 5     | Poäng totalt | Speltid | Åskådare |
| -------- | ---------------------------------- | -------- | ----- | ----- | ----- | ----- | ----- | ------------ | ------- | -------- |
| 02-11-07 | Sydkorea - Serbien                 | 0 - 3    | 21:25 | 23:25 | 15:25 |       |       | 59 - 75      | 1h:13   | 2.150    |
| 02-11-07 | Italien - Thailand                 | 3 - 0    | 25:14 | 25:14 | 25:16 |       |       | 75 - 44      | 1h:00   | 3.500    |
| 02-11-07 | Japan - Dominikanska republiken    | 3 - 0    | 25:23 | 25:18 | 25:20 |       |       | 75 - 61      | 1h:24   | 10.000   |
| 03-11-07 | Serbien - Thailand                 | 3 - 1    | 25:20 | 18:25 | 25:17 | 26:24 |       | 94 - 86      | 1h:38   | 2.230    |
| 03-11-07 | Dominikanska republiken - Italien  | 0 - 3    | 17:25 | 16:25 | 17:25 |       |       | 50 - 75      | 1h:06   | 4.370    |
| 03-11-07 | Japan - Sydkorea                   | 3 - 1    | 19:25 | 19:25 | 25:22 | 25:16 |       | 94 - 86      | 1h:54   | 10.00    |
| 04-11-07 | Dominikanska republiken - Thailand | 3 - 2    | 25:14 | 25:21 | 23:25 | 19:25 | 17:15 | 109 - 100    | 2h:06   | 2.520    |
| 04-11-07 | Italien - Sydkorea                 | 3 - 0    | 25:15 | 25:19 | 25:22 |       |       | 75 - 56      | 1h:06   | 5.100    |
| 04-11-07 | Japan - Serbien                    | 1 - 3    | 20:25 | 20:25 | 25:18 | 24:26 |       | 89 - 94      | 1h:59   | 10.000   |

#### Grupp B
| Datum    | Mellan            | Resultat | Set   | Set   | Set   | Set   | Set   | Poäng totalt | Speltid | Åskådare |
| Datum    | Mellan            | Resultat | 1     | 2     | 3     | 4     | 5     | Poäng totalt | Speltid | Åskådare |
| -------- | ----------------- | -------- | ----- | ----- | ----- | ----- | ----- | ------------ | ------- | -------- |
| 02-11-07 | Kuba - Kenya      | 3 - 0    | 25:11 | 25:18 | 25:20 |       |       | 75 - 49      | 1h:06   | 586      |
| 02-11-07 | Peru - USA        | 0 - 3    | 23:25 | 14:25 | 19:25 |       |       | 56 - 75      | 1h:17   | 860      |
| 02-11-07 | Brasilien - Polen | 3 - 0    | 25:12 | 25:20 | 25:22 |       |       | 75 - 54      | 1h:20   | 3.740    |
| 03-11-07 | Kuba - USA        | 2 - 3    | 25:20 | 21:25 | 18:25 | 25:20 | 11:15 | 100 - 105    | 1h:55   | 3.000    |
| 03-11-07 | Peru - Polen      | 0 - 3    | 17:25 | 17:25 | 16:25 |       |       | 50 - 75      | 1h:12   | 3.100    |
| 03-11-07 | Brasilien - Kenya | 3 - 0    | 25:16 | 25:7  | 25:14 |       |       | 75 - 37      | 1h:06   | 3.900    |
| 04-11-07 | Kenya - Peru      | 0 - 3    | 16:25 | 9:25  | 19:25 |       |       | 44 - 75      | 1h:09   | 3.400    |
| 04-11-07 | Brasilien - Kuba  | 3 - 2    | 25:19 | 19:25 | 25:17 | 19:25 | 15:11 | 103 - 97     | 1h:53   | 5.500    |
| 04-11-07 | Polen - USA       | 1 - 3    | 21:25 | 25:12 | 25:27 | 17:25 |       | 88 - 89      | 1h:47   | 2.450    |

### Andra omgången[4]
| Grupp C | Grupp D                                                                                  |
| --- | ---------------------------------------------------------------------------------------- |
| Spelplats: Namihaya Dome, Osaka Sydkorea · Japan · Italien · Dominikanska republiken · Serbien · Thailand · | Spelplats: Sendai City Gymnasium, Sendai Brasilien · Kuba · Kenya · Peru · Polen · USA · |

#### Grupp C
| Datum    | Mellan                             | Resultat | Set   | Set   | Set   | Set   | Set  | Poäng totalt | Speltid | Åskådare |
| Datum    | Mellan                             | Resultat | 1     | 2     | 3     | 4     | 5    | Poäng totalt | Speltid | Åskådare |
| -------- | ---------------------------------- | -------- | ----- | ----- | ----- | ----- | ---- | ------------ | ------- | -------- |
| 06-11-07 | Italien - Serbien                  | 3 - 2    | 23-25 | 25-14 | 16-25 | 25-17 | 15-7 | 104 - 88     | 1h:46   | 880      |
| 06-11-07 | Dominikanska republiken - Sydkorea | 1 - 3    | 24:26 | 25:22 | 20:25 | 21:25 |      | 90 - 98      | 1h:53   | 1.500    |
| 06-11-07 | Japan - Thailand                   | 3 - 0    | 25:19 | 27:25 | 25:14 |       |      | 77 - 58      | 1h:27   | 7.100    |
| 07-11-07 | Sydkorea - Thailand                | 3 - 0    | 25:21 | 25:20 | 25:21 |       |      | 75 - 62      | 1h:25   | 1.000    |
| 07-11-07 | Dominikanska republiken - Serbien  | 0 - 3    | 22:25 | 14:25 | 23:25 |       |      | 59 - 75      | 1h:11   | 2.050    |
| 07-11-07 | Japan - Italien                    | 0 - 3    | 18:25 | 19:25 | 14:25 |       |      | 51 - 75      | 1h:16   | 8.000    |

#### Grupp D
| Datum    | Mellan           | Resultat | Set   | Set   | Set   | Set   | Set   | Poäng totalt | Speltid | Åskådare |
| Datum    | Mellan           | Resultat | 1     | 2     | 3     | 4     | 5     | Poäng totalt | Speltid | Åskådare |
| -------- | ---------------- | -------- | ----- | ----- | ----- | ----- | ----- | ------------ | ------- | -------- |
| 06-11-07 | Kenya - USA      | 0 - 3    | 9:25  | 20:25 | 10:25 |       |       | 39 - 75      | 1h:12   | 1.532    |
| 06-11-07 | Kuba - Polen     | 3 - 2    | 21:25 | 26:24 | 22:25 | 25:21 | 15:13 | 109 - 108    | 2h:02   | 3.015    |
| 06-11-07 | Brasilien - Peru | 3 - 0    | 25:17 | 25:15 | 25:17 |       |       | 75 - 49      | 1h:13   | 3.248    |
| 07-11-07 | Kenya - Polen    | 0 - 3    | 12:25 | 10:25 | 15:25 |       |       | 37 - 75      | 1h:04   | 1.332    |
| 07-11-07 | Kuba - Peru      | 3 - 0    | 29:27 | 25:19 | 25:13 |       |       | 79 - 59      | 1h:13   | 2.597    |
| 07-11-07 | Brasilien - USA  | 2 - 3    | 25:17 | 25:16 | 21:25 | 23:25 | 9:15  | 103 - 98     | 2h:08   | 5.178    |

### Tredje omgången[5]
| Grupp E                                                                                                   | Grupp F |
| --- | --- |
| Spelplats: Hokkaido Prefectural Sports Center, Sapporo Japan · Kenya · Italien · Peru · Polen · Serbien · | Spelplats: Kumamoto Prefectural Gymnasium, Kumamoto Brasilien · Sydkorea · Kuba · Dominikanska republiken · USA · Thailand · |

#### Grupp E
| Datum    | Mellan          | Resultat | Set   | Set   | Set   | Set   | Set   | Poäng totalt | Speltid | Åskådare |
| Datum    | Mellan          | Resultat | 1     | 2     | 3     | 4     | 5     | Poäng totalt | Speltid | Åskådare |
| -------- | --------------- | -------- | ----- | ----- | ----- | ----- | ----- | ------------ | ------- | -------- |
| 09-11-07 | Italien - Polen | 3 - 0    | 25:15 | 25:15 | 25:18 |       |       | 75 - 48      | 1h:07   | 1.000    |
| 09-11-07 | Kenya - Serbien | 0 - 3    | 15:25 | 16:25 | 10:25 |       |       | 41 - 75      | 1h:06   | 2.600    |
| 09-11-07 | Japan - Peru    | 3 - 1    | 25:18 | 25.13 | 22:25 | 25:10 |       | 97 - 66      | 1h:44   | 5.840    |
| 10-11-07 | Italien - Kenya | 3 - 0    | 25:13 | 25:13 | 25:5  |       |       | 75 - 31      | 0h:58   | 1.760    |
| 10-11-07 | Peru - Serbien  | 0 - 3    | 15:25 | 15:25 | 23:25 |       |       | 53 - 75      | 1h:06   | 3.680    |
| 10-11-07 | Japan - Polen   | 3 - 2    | 19:25 | 25:23 | 18:25 | 25:22 | 15:12 | 102 - 107    | 2h:17   | 5.840    |
| 11-11-07 | Italien - Peru  | 3 - 0    | 25:13 | 25:21 | 25:17 |       |       | 75 - 51      | 1h:05   | 900      |
| 11-11-07 | Polen - Serbien | 3 - 2    | 24:26 | 25:23 | 25:12 | 19:25 | 15:10 | 108 - 96     | 1h:56   | 2.590    |
| 11-11-07 | Japan - Kenya   | 3 - 0    | 25:14 | 25:12 | 25:8  |       |       | 75 - 34      | 1h:14   | 5.840    |

#### Grupp F
| Datum    | Mellan                              | Resultat | Set   | Set   | Set   | Set   | Set   | Poäng totalt | Speltid | Åskådare |
| Datum    | Mellan                              | Resultat | 1     | 2     | 3     | 4     | 5     | Poäng totalt | Speltid | Åskådare |
| -------- | ----------------------------------- | -------- | ----- | ----- | ----- | ----- | ----- | ------------ | ------- | -------- |
| 09-11-07 | Brasilien - Thailand                | 3 - 0    | 25:12 | 25:13 | 25:20 |       |       | 75 - 45      | 1h:10   | 2.500    |
| 09-11-07 | Dominikanska republiken - USA       | 1 - 3    | 16:25 | 25:20 | 16:25 | 18:25 |       | 75 - 95      | 1h:43   | 3.400    |
| 09-11-07 | Kuba - Sydkorea                     | 3 - 2    | 25:20 | 17:25 | 19:25 | 25:21 | 15:10 | 101 - 101    | 1h:55   | 3.600    |
| 10-11-07 | Kuba - Dominikanska republiken      | 3 - 1    | 25:13 | 25:27 | 25:23 | 25:18 |       | 100 - 81     | 1h:42   | 3.000    |
| 10-11-07 | Thailand - USA                      | 1 - 3    | 25:21 | 19:25 | 11:25 | 13:25 |       | 68 - 96      | 1h:40   | 3.500    |
| 10-11-07 | Brasilien - Sydkorea                | 3 - 0    | 25:15 | 25:17 | 25:17 |       |       | 75 - 49      | 1h:12   | 3.150    |
| 11-11-07 | Kuba - Thailand                     | 3 - 1    | 25:22 | 23:25 | 25:22 | 25:13 |       | 98 - 82      | 1h:45   | 3.150    |
| 11-11-07 | Sydkorea - USA                      | 0 - 3    | 21:25 | 19:25 | 23:25 |       |       | 63 - 75      | 1h:23   | 4.200    |
| 11-11-07 | Brasilien - Dominikanska republiken | 3 - 0    | 25:16 | 25:12 | 25:14 |       |       | 75 - 42      | 1h:09   | 3.800    |

### Fjärde omgången[6]
| Grupp G                                                                                   | Grupp H |
| ----------------------------------------------------------------------------------------- | --- |
| Spelplats: Nippongaishi Hall, Nagoya Brasilien · Kuba · Japan · Italien · Serbien · USA · | Spelplats: Park Arena Komaki, Aichi Sydkorea · Kenya · Polen · Peru · Dominikanska republiken · Thailand · |

#### Grupp G
| Datum    | Mellan              | Resultat | Set   | Set   | Set   | Set   | Set | Poäng totalt | Speltid | Åskådare |
| Datum    | Mellan              | Resultat | 1     | 2     | 3     | 4     | 5   | Poäng totalt | Speltid | Åskådare |
| -------- | ------------------- | -------- | ----- | ----- | ----- | ----- | --- | ------------ | ------- | -------- |
| 14-11-07 | Brasilien - Italien | 0 - 3    | 20:25 | 23:25 | 19:25 |       |     | 62 - 75      | 1h:15   | 2.000    |
| 14-11-07 | Serbien - USA       | 3 - 1    | 28:26 | 23:25 | 25:20 | 25:23 |     | 101 - 94     | 1:h53   | 4.700    |
| 14-11-07 | Japan - Kuba        | 1 - 3    | 25:22 | 29:31 | 23:25 | 20:25 |     | 97 - 103     | 1h:55   | 8.000    |
| 15-11-07 | Brasilien - Serbien | 3 - 0    | 25:13 | 25:14 | 25:21 |       |     | 75 - 48      | 1h:09   | 1.800    |
| 15-11-07 | Kuba - Italien      | 0 - 3    | 25:27 | 19:25 | 16:25 |       |     | 60 - 77      | 1h:09   | 3.800    |
| 02-107   | Japan - USA         | 0 - 3    | 17:25 | 14:25 | 20:25 |       |     | 51 - 75      | 1h:23   | 8.000    |
| 16-11-07 | Kuba - Serbien      | 3 - 1    | 23:25 | 25:22 | 25:20 | 25:22 |     | 98 - 89      | 1h:36   | 1.080    |
| 16-11-07 | Italien - USA       | 3 - 0    | 25:20 | 25:18 | 27:25 |       |     | 77 - 63      | 1h:16   | 2.620    |
| 16-11-07 | Japan - Brasilien   | 1 - 3    | 16:25 | 25:23 | 18:25 | 18:25 |     | 77 - 98      | 1h:50   | 8.000    |

#### Grupp H
| Datum    | Mellan                          | Resultat | Set   | Set   | Set   | Set   | Set   | Poäng totalt | Speltid | Åskådare |
| Datum    | Mellan                          | Resultat | 1     | 2     | 3     | 4     | 5     | Poäng totalt | Speltid | Åskådare |
| -------- | ------------------------------- | -------- | ----- | ----- | ----- | ----- | ----- | ------------ | ------- | -------- |
| 14-11-07 | Kenya - Thailand                | 2 - 3    | 15:25 | 25:23 | 25:22 | 13:25 | 10:15 | 88 - 110     | 2h:03   | 3.600    |
| 14-11-07 | Dominikanska republiken - Polen | 0 - 3    | 14:25 | 14:25 | 18:25 |       |       | 46 - 75      | 1h:09   | 2.470    |
| 14-11-07 | Sydkorea - Peru                 | 3 - 0    | 25:17 | 26:24 | 25:20 |       |       | 76 - 61      | 1h:18   | 1.690    |
| 15-11-07 | Dominikanska republiken - Kenya | 3 - 0    | 25:19 | 25:16 | 25:18 |       |       | 75 - 53      | 1h:13   | 1.080    |
| 15-11-07 | Peru - Thailand                 | 0 - 3    | 23:25 | 22:25 | 17:25 |       |       | 75 - 62      | 1h:13   | 1.500    |
| 15-11-07 | Sydkorea - Polen                | 1 - 3    | 20:25 | 25:20 | 23:25 | 19:25 |       | 87 - 95      | 1h:47   | 2.510    |
| 16-11-07 | Dominikanska republiken - Peru  | 3 - 2    | 23:25 | 21:25 | 25:17 | 25:10 | 15:13 | 109 - 90     | 1h:57   | 3.700    |
| 16-11-07 | Polen - Thailand                | 3 - 0    | 25:15 | 25:17 | 25:22 |       |       | 75 - 54      | 1h:12   | 3.650    |
| 16-11-07 | Kenya - Sydkorea                | 0 - 3    | 16:25 | 17:25 | 12:25 |       |       | 45 - 75      | 1h:13   | 577      |

### Sluttabell
| Pos | Landslag                | Poäng | Matcher | Matcher | Matcher   | Set   | Set       | Kvot   | Poäng | Poäng     | Kvot  |
| Pos | Landslag                | Poäng | Spelade | Vunna   | Förlorade | Vunna | Förlorade | Kvot   | Vunna | Förlorade | Kvot  |
| --- | ----------------------- | ----- | ------- | ------- | --------- | ----- | --------- | ------ | ----- | --------- | ----- |
| 1   | Italien                 | 22    | 11      | 11      | 0         | 33    | 2         | 16.500 | 858   | 604       | 1.421 |
| 2   | Brasilien               | 20    | 11      | 9       | 2         | 29    | 9         | 3.222  | 891   | 671       | 1.329 |
| 3   | USA                     | 20    | 11      | 9       | 2         | 28    | 13        | 2.154  | 940   | 821       | 1.145 |
| 4   | Kuba                    | 19    | 11      | 8       | 3         | 28    | 17        | 1.647  | 1.020 | 951       | 1.073 |
| 5   | Serbien                 | 18    | 11      | 7       | 4         | 26    | 15        | 1.733  | 910   | 866       | 1.051 |
| 6   | Polen                   | 17    | 11      | 6       | 5         | 23    | 18        | 1.278  | 908   | 820       | 1.107 |
| 7   | Japan                   | 17    | 11      | 6       | 5         | 21    | 19        | 1.105  | 885   | 866       | 1.022 |
| 8   | Sydkorea                | 15    | 11      | 4       | 7         | 16    | 22        | 0.727  | 825   | 848       | 0.973 |
| 9   | Dominikanska republiken | 14    | 11      | 3       | 8         | 12    | 28        | 0.429  | 797   | 911       | 0.875 |
| 10  | Thailand                | 13    | 11      | 2       | 9         | 11    | 29        | 0.379  | 784   | 924       | 0.848 |
| 11  | Peru                    | 12    | 11      | 1       | 10        | 6     | 30        | 0.200  | 681   | 855       | 0.796 |
| 12  | Kenya                   | 11    | 11      | 0       | 11        | 2     | 33        | 0.061  | 498   | 860       | 0.579 |

## Slutplaceringar[7]
| Sluttabell | Lag                     | Kvalificerat för |
| ---------- | ----------------------- | ---------------- |
|            | Italien                 | OS 2008          |
|            | Brasilien               | OS 2008          |
|            | USA                     | OS 2008          |
| 4          | Kuba                    |                  |
| 5          | Serbien                 |                  |
| 6          | Polen                   |                  |
| 7          | Japan                   |                  |
| 8          | Sydkorea                |                  |
| 9          | Dominikanska republiken |                  |
| 10         | Thailand                |                  |
| 11         | Peru                    |                  |
| 12         | Kenya                   |                  |

## Individuella utmärkelser
| Utmärkelse              | Namn                 | Lag       |
| ----------------------- | -------------------- | --------- |
| Mest värdefulla spelare | Simona Gioli         | Italien   |
| Bästa poängvinnare      | Katarzyna Skowrońska | Polen     |
| Bästa anfallare         | Nancy Carrillo       | Kuba      |
| Bästa blockare          | Simona Gioli         | Italien   |
| Bästa servare           | Yanelis Santos       | Kuba      |
| Bästa passare           | Hélia de Souza       | Brasilien |
| Bästa libero            | Paola Cardullo       | Italien   |